# Clau (notació musical)

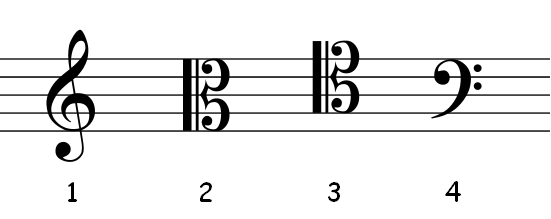
Les quatre claus més comunes:
1. Clau de sol (en segona)
2. Clau de do en tercera
3. Clau de do en quarta
4. Clau de fa (en quarta)

En notació musical, la clau és un signe que té la funció d'indicar l'altura de les notes escrites.
Si està situada sobre una de les línies al principi del pentagrama, indica el nom i l'altura de les notes d'aquella línia, que es pren com a punt de referència per establir els noms i altures de la resta de les notes d'aquell pentagrama.
La clau pot canviar-se en qualsevol punt de l'obra si cal.
La necessitat d'escriure la música que es transmetia oralment va provocar el naixement de les claus musicals, que han anat evolucionant fins a les tres que s'utilitzen actualment: la clau de do, la clau de fa i la clau de sol.
Els símbols utilitzats per representar-les són el resultat de l'evolució històrica de la grafia de les tres lletres «C», «F» i «G» amb què es designen les notes corresponents en la notació germànica.
Existeixen una sèrie de casos en els quals s'empren signes de clau especials o signes substitutius. És el cas de les claus de transposició d'octava, que afegeixen una xifra (el 8 o el 15) per damunt o per sota del signe de la clau per indicar quantes octaves i cap on ha de transportar-se la música que apareix escrita en aquest pentagrama. Entre els signes substitutius, hi ha la clau neutral o clau de percussió que, a diferència de la resta de claus, es tracta d'una convenció que indica que el que està escrit a continuació en el pentagrama és per a percussió, i assigna a les diverses línies i espais instruments de percussió d'altura indeterminada en lloc d'altures o notes musicals. Un altre signe substitutiu de la clau és el que s'utilitza en la música per a instruments amb trasts que s'acostuma a escriure en tabulatura. S'indica que és una tabulatura mitjançant les lletres TAB disposades en sentit vertical al principi del pentagrama.

## Història
Inicialment, la música es transmetia oralment, però amb el temps va sorgir la necessitat d'anotar-la per poder-la recordar i transmetre. Els primers sistemes de notació eren bastant primitius i només indicaven la línia melòdica ascendent o descendent de la veu. Un dels problemes bàsics era nomenar i representar per escrit els sons que es cantaven, de manera que la clau, l'origen de la qual es remunta al segle x, va ser un dels primers signes musicals a aparèixer.
Als segles XI i xii ja s'usaven claus a l'inici dels tetragrames. Al principi, en lloc d'un signe específic de clau, la línia de referència del pentagrama s'etiquetava només amb el nom de la nota que havia d'aparèixer, conforme a la notació alfabètica. Aquestes claus de lletres (litterae-clavis o claus signatae) eren les més freqüents en la notació del cant gregorià: 

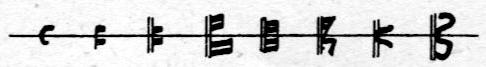
Evolució de la clau de do.

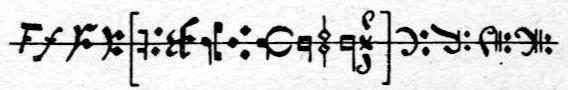
Evolució de la clau de fa.

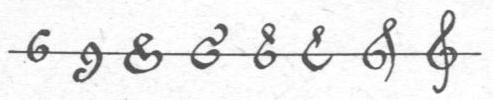
Evolució de la clau de sol.

- «C» (do): representava la clau de do, és la més antiga. La «c» es dibuixava en minúscula, ja que la «C» majúscula representava una octava més baixa.
- «F» (fa): representava la clau de fa. En algun moment de la seva evolució, el signe estava format per tres petits quadrats negres (la clau de do més un punt addicional).
- «G» (sol): representava la clau de sol, que es va unir amb posterioritat a les altres dues claus. Apareixia escrita amb «g» minúscula.

Al principi s'empraven les claus de do i fa que es podien situar en diferents línies, en la segona, tercera i quarta del tetragrama. Aquest període s'associa a Guido d'Arezzo, que va assentar les bases de la notació i el sistema musical actual, si bé amb anterioritat ja va haver-hi un altre intent de notació proposat per Hucbald. Més tard, es van utilitzar també per marcar les tessitures en les quals cantaven les diferents veus quan es va començar a usar un sistema musical polifònic. Amb el temps, aquestes lletres es van anar estilitzant fins a conformar les grafies actuals de les claus. Van començar a modificar-se durant l'edat mitjana i el Renaixement, però sobretot és a partir del segle xvii quan es comença a usar la grafia actual.
Moltes altres claus van ser emprades, sobretot en els primers temps de la notació de cant. Entre elles hi ha la majoria de les notes des de la baixa Γ (gamma, la nota que avui s'escriu en la primera línia de la clau de fa en quarta) fins a la nota G (sol) per sobre del do central, representada mitjançant una g minúscula. També s'inclouen dues formes de b minúscula per a la nota per sota del do central, representada amb una b rodona per al si bemoll (B♭) i una b quadrada per al si becaire (B♮). Aquestes claus van ser, en ordre de freqüència d'ús: F, c, f, C, D, a, g, i, Γ, B i b rodona/quadrada.

## Claus individuals
En la notació musical actual s'empren tres tipus de clau (do, fa i sol), cadascuna de les quals assigna una nota de referència diferent de la línia sobre la qual es col·loca en el pentagrama. Les claus supleixen les limitacions del pentagrama, ja que el nombre d'altures que poden representar-se en aquest —fins i tot amb línies addicionals— no és ni remotament proper al nombre de notes que pot produir una orquestra. Els criteris per usar una clau o una altra són bàsicament dos: que la tessitura de l'instrument que ho ha d'interpretar s'adeqüi al rang de notes que imposa la clau, i que sigui el més clar i senzill possible per facilitar la lectura de la partitura al músic. Així doncs, la clau determina la tessitura: la clau de sol per a tessitures agudes assigna el sol₄; la clau de fa per a tessitures greus assigna el fa₃ i la clau de do per a tessitures intermèdies assigna el do₄. Com més a baix en el pentagrama se situa una clau, més aguda serà la tessitura que representi; per contra, com més amunt sigui la clau, més greu serà la tessitura que representarà.
En teoria, atès que hi ha cinc línies al pentagrama i tres claus, es podria disposar de quinze claus possibles. No obstant això, sis d'aquestes claus són redundants. Per exemple, una clau de sol en tercera seria exactament igual que una clau de do en primera. Això deixa nou claus, totes les quals històricament van utilitzar-se: dues per a la clau de sol, tres per a la clau de fa i quatre per a la clau de do. Fins i tot la clau de do en cinquena va arribar a ser utilitzada encara que és redundant en ser igual que la clau de fa en tercera. Per això, la clau de do es va guanyar el nom de «clau de do mòbil». En qualsevol cas, actualment només quatre claus s'empren amb regularitat: sol en segona, fa en quarta, do en quarta i do en tercera, de les quals les dues primeres són les més freqüents.

1. Clau de sol en primera
2. Clau de sol en segona
3. Clau de do en primera
4. Clau de do en segona
5. Clau de do en tercera
6. Clau de do en quarta
7. Clau de do en cinquena
8. Clau de fa en tercera
9. Clau de fa en quarta
10. Clau de fa en cinquena

| 1. Clau de sol en primera 2. Clau de sol en segona | 3. Clau de do en primera 4. Clau de do en segona 5. Clau de do en tercera 6. Clau de do en quarta 7. Clau de do en cinquena | 8. Clau de fa en tercera 9. Clau de fa en quarta 10. Clau de fa en cinquena |

### Clau desol
El símbol emprat per representar aquesta clau prové d'una versió estilitzada de la lletra G, que en notació musical alfabètica representa la nota sol. En concret, el signe es basa en una espiral semblada a una G, que va unida a una espècie de S. Aquesta clau situa en el pentagrama a la nota sol₄ (segons l'índex registral científic), G₄ (segons la notació anglosaxona) o sol₃ segons l'índex registral franc-belga
Es tracta de la nota sol que es troba quatre tecles blanques a la dreta del do central del piano. La clau de sol, generalment utilitzada per representar sons aguts, pot presentar dues posicions: a la segona i primera línia. Tal col·locació ve determinada per l'inici de l'espiral d'aquesta clau; si bé, en notació moderna l'última d'elles ha caigut en desús.

#### Clau desolen segona
| Clau de sol en segona | La clau de sol situada sobre la segona línia del pentagrama es denomina clau de sol en segona o simplement clau de sol. En el Barroc era coneguda com a «clau italiana» i en anglès actualment es diu «G clef» («clau de sol») o «treble clef» («clau per a aguts»). En ser apropiada per representar sons aguts, apareix en la música per als instruments amb tessitures més altes; sobretot l'oboè, la flauta, el violí, alguns instruments de percussió i la mà dreta del dels instruments de teclat (a diferència de la mà esquerra, que sol estar en clau de fa). En música vocal, les veus de soprano i contralt estan en aquesta clau, si bé en els seus orígens no era així perquè cadascuna tenia una clau pròpia. La clau de sol és la més usada en l'actualitat. |

#### Clau desolen primera (en desús)
| Clau de sol en primera | La clau de sol situada sobre la primera línia del pentagrama es denomina clau de sol en primera o antigament «clau francesa» i «clau de violí», ja que s'utilitzava en les partitures per a violí. Avui dia ha caigut en desús, però durant els segles XVII i xviii (sobretot a França) era costum escriure la música per a violí o flauta en la clau de sol en primera, ja que donava la possibilitat de representar en el pentagrama sons una mica més aguts. Aquesta clau assigna a les notes el mateix nom que la clau de fa en quarta, però dues octaves més aguda. |

### Clau defa
El símbol emprat per representar aquesta clau prové d'una versió estilitzada de la lletra F, que en notació alfabètica representa la nota fa. Aquesta clau situa en el pentagrama a la nota fa₃ (F₃ en notació científica americana i fa₂ en notació franc-belga). La línia a la qual es refereix es delimita amb dos petits punts, un damunt de l'altre, que es col·loquen a la dreta de la clau. Aquesta clau pot presentar tres posicions: en quarta, tercera i cinquena línia. Si bé, en notació moderna les dues últimes han caigut en desús. Generalment s'empra per representar sons greus.

#### Clau defaen quarta
| Clau de fa en quarta | La clau de fa situada a la quarta línia del pentagrama es denomina clau de fa en quarta i antigament «clau de baix», ja que la música per a la veu de baix s'escrivia en aquesta clau. En l'actualitat, l'usen sobretot els instruments més greus de la corda fregada (violoncel, contrabaix), juntament amb els més greus del vent-metall (tuba, trombó) i del vent-fusta (fagot, contrafagot). Pot trobar-se igualment en el pentagrama inferior de l'arpa o instruments de teclat com el piano, així com en la música per a percussió (principalment usada per a timbales, encara que a vegades també per a altres instruments com caixa, bombo o platerets). Es tracta de la clau en ús que permet escriure sons més greus sobre el pentagrama. |

#### Clau defaen tercera (en desús)
| Clau de fa en tercera · Clau de do en cinquena | La clau de fa situada a la tercera línia del pentagrama es denomina clau de fa en tercera, és exactament equivalent a la clau de do en cinquena i antigament «clau de baríton», ja que la música vocal per a baríton s'escrivia en aquesta clau. Era emprada com a clau de transposició per a instruments de tessitures greus. Avui dia, el seu ús està limitat pràcticament al transport per part dels intèrprets d'instruments no transpositors. |

#### Clau defaen cinquena (en desús)
| Clau de fa en cinquena | La clau de fa situada a la cinquena línia del pentagrama es denomina clau de fa en cinquena i antigament «clau de subbaix». Alguns compositors la van arribar a utilitzar en alguna ocasió, com Ockeghem, Heinrich Schütz o més tard Bach a l'Ofrena musical; però en l'actualitat ha caigut en desús. Aquesta clau assigna a les notes el mateix nom que la clau de sol en segona, però en una tessitura dues octaves més greu, amb el qual proporciona la tessitura més greu de totes. |

### Clau dedo
El símbol emprat per representar aquesta clau prové d'una versió estilitzada de la lletra C, que en notació alfabètica representa a la nota do. En concret el signe és format per dues C a l'inrevés, una damunt de l'altra.
Aquesta clau situa en el pentagrama al do central o do₄ (C₄ en notació científica americana, do₃ en notació franc-belga i do₅ en notació de Riemann). Aquesta clau pot presentar cinc posicions: en cinquena, quarta, tercera, segona i primera línia. Si bé, en notació moderna la primera i les dues últimes han caigut en desús. Generalment s'empra per representar sons mitjans.

#### Clau dedoen tercera
| Clau de do en tercera | La clau de do situada sobre la tercera línia del pentagrama es denomina clau de do en tercera o «clau de contralt», a causa que la música per a contralt se solia representar en aquesta clau. També s'associa amb la veu de contratenor, i per això rep també el nom de «clau de contratenor». S'usa en la música per a viola, viola de gamba, mandola i de vegades per a trombó alt. Igualment es pot veure en instruments encarregats de veus intermèdies com l'oboè o la flauta dolça; a més d'aparèixer en la música vocal antiga. Alguns vestigis d'aquesta clau sobreviuen en les parts escrites per a trompa per Serguei Prokófiev, així com en les seves simfonies. A vegades, apareix en la música per a tecla fins als nostres dies com els corals per a orgue de Brahms o Dream per a piano de John Cage. |

#### Clau dedoen quarta
| Clau de do en quarta | La clau de do situada sobre la quarta línia del pentagrama es denomina clau de do en quarta o «clau de tenor», a causa que la música per a tenor solia representar-se en aquesta clau. S'utilitza en la música escrita per a fagot, com a clau de transició per a algunes notes agudes del violoncel així com per representar les notes agudes del trombó tenor i del bombardí. A vegades es pot veure encara en partitures de música vocal antiga. |

#### Clau dedoen primera (en desús)
| Clau de do en primera | La clau de do situada sobre la primera línia del pentagrama es denomina clau de do en primera o «clau de soprano». En l'actualitat ha caigut en desús limitant-se el seu ús pràcticament al transport per part dels intèrprets d'instruments no transpositores. En uns altres temps s'emprava sobretot per representar la part de soprano en les partitures vocals. |

#### Clau dedoen segona (en desús)
| Clau de do en segona | La clau de do situada sobre la segona línia del pentagrama es denomina clau de do en segona o «clau de mezzosoprano», a causa que la música per a mezzosoprano solia escriure's en aquesta clau. Actualment amb prou feines s'usa, excepte per a alguns fragments amb la finalitat d'evitar un excessiu nombre de línies addicionals en la música per a mezzosoprano, així com per al transport per part dels intèrprets d'instruments no transpositores. |

## Altres claus

### Claus de transposició d'octava
| Clau de tenor · Clau de transposició d'octava per sobre · Clau de transposició de dues octaves per sobre | A vegades les claus no representen el so real que emet un instrument. En alguns casos l'instrument està afinat una octava més greu del que indica la clau en la qual està escrit i en altres casos l'instrument està afinat una octava més agut. Això és conegut com a «transposició d'octava». La clau de sol ha estat utilitzada des del segle xviii per a la transposició d'instruments que sonen una octava més baixa, com la guitarra, la flauta de bec alto o la veu de tenor en la música vocal. Per la seva banda, el contrabaix i el contrafagot s'escriuen en clau de fa en quarta, però sonen una octava més greu. Per evitar ambigüitats, especialment en el context de la música coral, s'empren claus modificades: - La clau de sol amb un «8» per sota: indica que les altures sonen una octava per sota del valor escrit. Atès que la veritable clau de tenor o clau de do en quarta en general ha caigut en desús en les partitures vocals, la clau de sol "octavada cap avall" sovint es diu «clau de tenor». Sol aparèixer en les parts de tenor escrites conforme a la configuració SATB i de vegades s'utilitza també per al bombardí. Existeixen altres opcions per representar el mateix concepte: - Una doble clau formada per dues claus de sol en part superposades entre si. - La clau de sol amb un «8» per damunt: indica que les altures sonen una octava per sobre del valor escrit. Aquesta transposició es pot utilitzar en el piccolo que s'escriu en clau de sol, el tin whistle, la flauta dolça soprano i altres instruments aguts de vent-fusta. - També existeix la possibilitat d'afegir un «15» tant per sota com per sobre de la clau de sol, la qual cosa suposaria dues octaves de diferència. El «15» per sota de la clau es pot veure en les partitures per a orgue. |

| Clau de fa transposada per sota · Clau de fa transposada per damunt | La clau de fa també pot ser anotada amb un signe de transposició d'octava: - La clau de fa amb un «8» per sota: de vegades s'usa per a instruments com el contrabaix o el contrafagot. - La clau de fa amb un «8» per damunt: s'utilitza per a la flauta dolça, i a vegades, encara que rarament, s'utilitza per a les parts de contratenor. És anomenada «clau de contratenor», ja que per un baix o un baríton és fàcil de llegir mentre canta la part en falsetto. No obstant això, ambdues són molt rares. - La clau de fa sense modificacions és tan comuna que els intèrprets d'instruments i veus els rangs de les quals es troben per sota del pentagrama, simplement coneixen el nombre de línies addicionals de cada nota per la pràctica. Si les notes reals d'una línia es troben significativament per sobre de la clau de fa, el compositor o editor sovint escriu la part, sia en la clau de sol estricta o ben marcades una octava per sota. |

En la majoria dels casos els editors de partitures no es molesten a afegir el «8» a les claus d'aquests instruments transpositors, ja que consideren que la diferència d'octaves està sobreentesa. En altres casos s'afegeix en algun fragment de l'obra en notació octavada utilitzant 8va o 8a. alta en el cas que sigui més aguda i 8vb o 8a. bassa en el cas que sigui més greu. D'aquesta manera, s'evita un canvi de clau o un excessiu nombre de línies addicionals.

### Clau neutral
| Clau neutral | La clau neutral o clau de percussió, a diferència de la resta de claus, no assigna notes musicals a les diverses línies i espais sinó que assigna instruments de percussió d'altura no determinada. Es tracta d'una convenció que indica que l'escrit a continuació en el pentagrama és per a aquest tipus d'instruments i, per tant, no té cap altura o afinació concreta. Amb l'excepció d'algunes distribucions de percussió comunes com la bateria, la codificació de línies i espais a instruments no està estandarditzada, per la qual cosa és necessària una llegenda o indicació sobre el pentagrama que assenyali el que cal tocar. D'altra banda, els pentagrames amb una clau neutral no sempre tenen cinc línies; a vegades, les pautes musicals per a percussió només tenen una línia, encara que poden ser utilitzades altres configuracions. Els instruments de percussió d'altura determinada no utilitzen la clau neutral, sinó que solen ser anotats en pentagrames diferents de la percussió d'altura no definida. La música per a timbales s'anota en clau de fa i la música per a instruments de percussió de làmines (xilòfons, metal·lòfons, marimbes, etc.) s'escriuen en clau de sol o bé en un sistema de dos pentagrames. Així mateix, la clau neutral s'usa de vegades per indicar l'ocupació de tècniques ampliades sense altura definida en instruments que no són de percussió, tals com copejar el cos d'un violí, d'un violoncel o d'una guitarra acústica, o quan a un cor se li donen instruccions de calcigar, aplaudir o espetegar els dits. No obstant això, el més freqüent és que els ritmes siguin representats mitjançant signes de «X» en el pentagrama convencional amb un comentari col·locat per damunt sobre l'acció rítmica apropiada. |

### Clau de tabulatura
| Clau de tabulatura | La música per a guitarra, baix i altres instruments amb trasts en moltes ocasions no apareix escrita en pentagrames tradicionals sinó en tabulatures. A diferència dels pentagrames, no es representa la nota sinó la posició dels dits sobre els trasts. Per assenyalar que és una tabulatura s'indica al començament de l'obra amb les lletres TAB en sentit vertical en lloc d'una clau. El signe de TAB tindria el mateix significat que la clau de percussió, ja que no és una clau en sentit estricte sinó més aviat un símbol que s'empra en comptes d'una clau. El nombre de línies de la tabulatura no és necessàriament cinc, ja que cada línia representa una de les cordes de l'instrument. Així per exemple, s'utilitzen sis línies per a les guitarres de sis cordes i quatre línies per al baix tradicional. Els nombres que apareixen sobre les línies mostren en quin trast ha de tocar-se la corda. |

## Representació gràfica

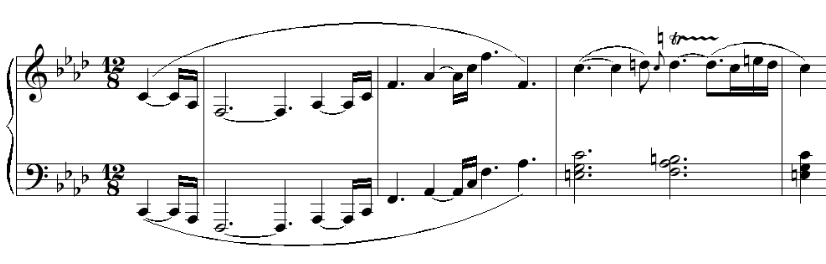
Música per a piano el 2 pentagrames.
(Sonata Appassionata, de Beethoven).

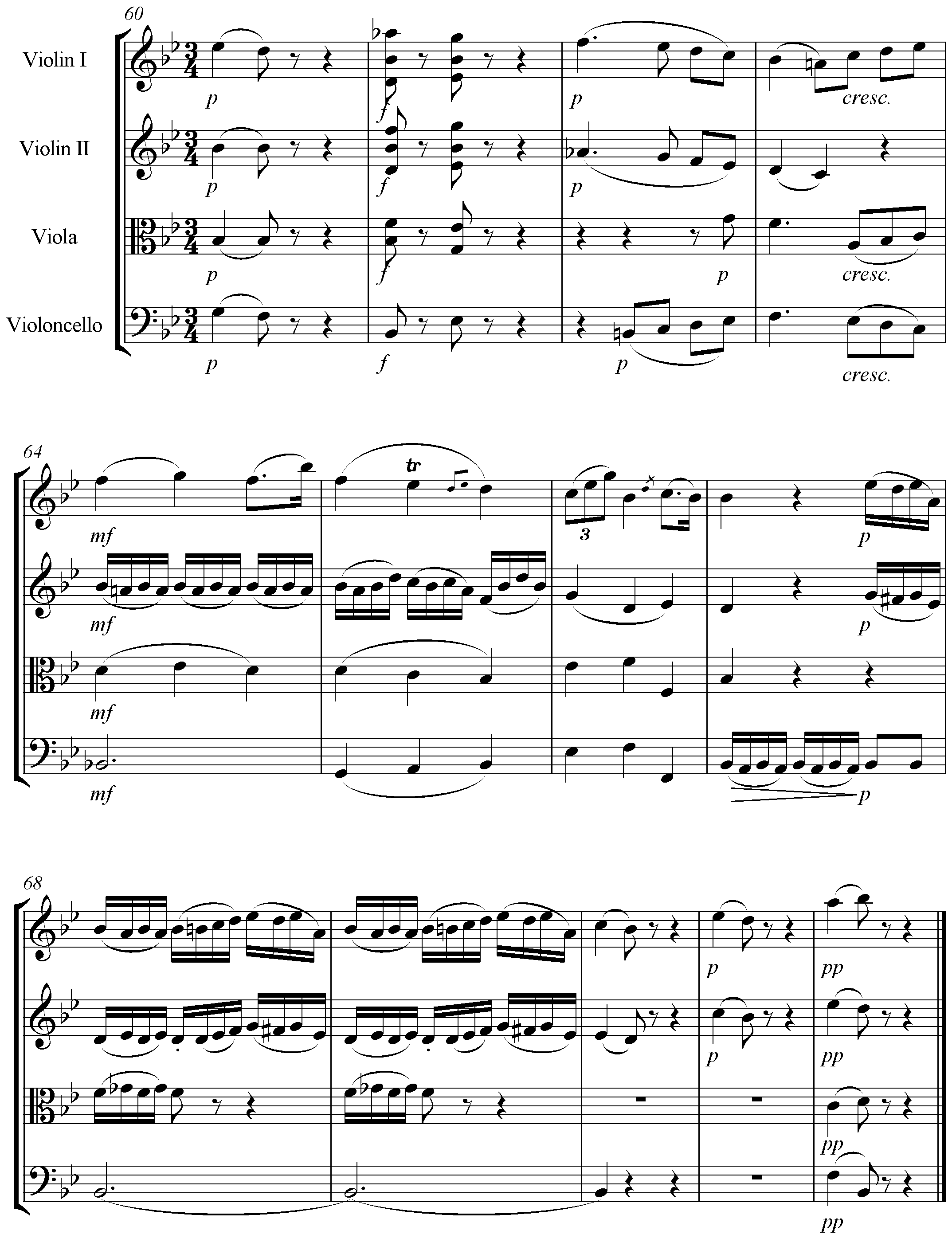
Música per a quartet de corda en quatre pentagrames.
(Quartet de corda núm. 2, op. 33 de Haydn).

Les claus han de representar-se a l'inici de l'obra, situant-se abans de l'armadura i del compàs. Així mateix, hauran d'aparèixer en el primer compàs de cada pentagrama al llarg de tota l'obra, sempre abans de l'armadura; encara que alguns editors no ho fan. Si fos necessari canviar la clau enmig d'una partitura, perquè canvia la tessitura i un fragment més agut o més greu requeriria massa línies addicionals, el canvi podrà realitzar-se en qualsevol punt de l'obra, encara que no sigui el primer compàs del pentagrama.
Música pianística
La música per a piano, instrument de gran registre, s'escriu generalment en un sistema de dos pentagrames: el superior —que es toca amb la mà dreta— en clau de sol i l'inferior —que es toca amb l'esquerra— en clau de fa. Excepcionalment, en algunes peces tots dos pentagrames poden estar en clau de sol o de fa; altres vegades aquesta regla es canvia en exigir creus de mans o en escriure ambdues mans en un únic pentagrama. Per exemple, la transcripció feta per György Cziffra de la Tritsch-Tratsch Polka de Johann Strauss fill, el començament de la qual està escrit en solament un pentagrama. En els sistemes de pentagrames, les claus funcionen exactament igual que si només hi hagués un pentagrama, complint-se les normes generals de claus ja descrites.
Música per a més d'un instrument
Quan s'escriu música per a duos, trios, quartets, quintets, orquestres de cambra, orquestres simfòniques, etc., tots els instruments se solen representar en una sola partitura, ordenant-se de manera vertical des de les tessitures més agudes a les més greus. En les partitures orquestrals, que són utilitzades com a guia pel director d'orquestra, es mantenen les regles generals de col·locació de les claus. Així doncs, el pentagrama de cada instrument és independent i es representa en la clau corresponent. D'altra banda, hi ha les particel·les o partitures específiques per a cada instrument, que són utilitzades per cada intèrpret.
Música per a més d'una veu
En la música vocal i coral totes les veus se solen representar en una sola partitura, cadascuna en el seu pentagrama corresponent, igual que en les particel·les. En polifonia vocal les veus més habituals són quatre: soprano, contralt, tenor i baix. Fins fa un segle, les claus emprades per a cada veu eren diferents de les que se solen usar en l'actualitat.
- La veu de soprano era representada en clau de do en primera o «clau de soprano».
- La veu de contralt era representada en clau de do en tercera o «clau de contralt».
- La veu de tenor era representada en clau de do en quarta o «clau de tenor».
- La veu de baix era representada en clau de fa en quarta o «clau de baix».

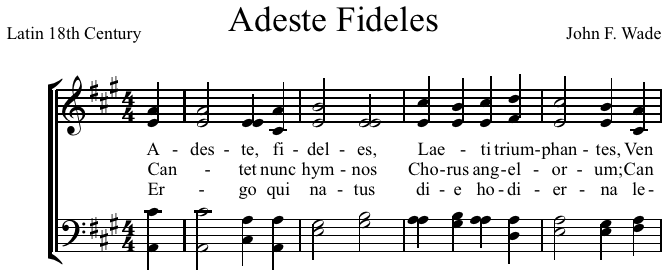
Música vocal en dos pentagrames.

Actualment la correspondència entre claus i veus ha variat, excepte per a alguns fragments.
- La veu de soprano és representada en clau de sol en segona.
- La veu de contralt és representada en clau de sol en segona.
- La veu de tenor és representada en clau de sol en segona, encara que com la seva tessitura és una octava més greu, se sol afegir un petit 8 en la part inferior de la clau.
- La veu de baix és representada en clau de fa en quarta.

A vegades, les partitures vocals poden aparèixer escrites en dos pentagrames en lloc de quatre. D'aquesta manera, en el pentagrama superior, en clau de sol, es representen les veus de soprano i contralt; mentre en l'inferior, en clau de fa en quarta es representen les veus de tenor i baix.